# Bright Memory
Bright Memory (光明记忆S) è un videogioco sparatutto in prima persona sviluppato da una singola persona: il cinese Zeng Xiancheng (FYQD Personal Studio).
Bright Memory Episode 1 è stato lanciato attraverso il programma Early Access (accesso anticipato) di Steam, per Microsoft Windows, il 12 gennaio 2019.
In seguito alle ottime performance di vendita, lo studio ha annunciato di aver avviato lo sviluppo di un reboot del gioco dal titolo Bright Memory: Infinite, che è stato pubblicato l'11 novembre 2021 su PC (dove è stato reso disponibile gratuitamente per i possessori del gioco originale) e successivamente anche su PlayStation 4, Xbox One e Xbox Series X.

## Trama
La protagonista Shelia, che lavora per la Science Research Organization (SRO), ha il compito di impedire alla SAI, un'organizzazione militare, di ottenere il potere di risvegliare i morti. Il gioco è ambientato in una "Land of Sky", situata oltre l'Artico, e abitata da creature morte.

## Modalità di gioco
Bright Memory è uno sparatutto in prima persona con elementi corpo a corpo. Il giocatore controlla Shelia, che, oltre a usare pistole e una spada, dispone anche di abilità soprannaturali come la psicocinesi e scatenare esplosioni di energia. Tutte le forme di attacco possono essere combinate a piacere e il gioco assegnerà voti in lettere a combinazioni creative simili a Devil May Cry. Il successo in combattimento assegna punti esperienza che possono essere utilizzati per aumentare le abilità del personaggio e sbloccare più abilità come fermare il tempo. Inoltre, alcune aree presentano enigmi che devono essere risolti.

## Sviluppo
Bright Memory è stato sviluppato da Zeng "FYQD" Xiancheng utilizzando il motore Unreal Engine 4 come parte del tempo libero dello sviluppatore. Zeng ha presentato per la prima volta il gioco in un trailer nel 2017 e ha ricevuto il supporto finanziario tramite da Unreal Dev Grants di Epic Games.
Una versione ad accesso anticipato di Episode 1 è stata pubblicata in tutto il mondo il 12 gennaio 2019. Il gioco supporta gli occhiali per la realtà virtuale Oculus Rift.

### Controversie
Nel gennaio 2019, Zeng ha ammesso in un post su Sina Weibo di aver utilizzato alcuni modelli per i personaggi nemici senza acquisire una licenza e di averli modificati per l'uso nel gioco, ma non ha specificato da quali modelli o giochi provenissero. In reazione, Zeng ha annunciato che utilizzerà i soldi della vendita del gioco per assumere un art designer e contattare i detentori dei diritti originali.

## Accoglienza
| Testata                          | Versione | Giudizio |
| -------------------------------- | -------- | -------- |
| Metacritic (media al 14-11-2021) | XSXS     | 55/100   |
| Metacritic (media al 14-11-2021) | PC       | 66/100   |

Bright Memory Episode 1 ha ricevuto un'accoglienza mista per via di alcuni bug occasionali e per le istruzioni quasi incomprensibili (tradotte dal cinese). Tuttavia, Rock Paper Shotgun ha affermato che il gioco ha sia l'aspetto che la sensazione di uno sparatutto sviluppato con un budget elevato e "pulisce il pavimento" rispetto ad alcuni giochi a prezzi molto più alti. La musica e la traduzione sono state criticate così come la breve durata poiché il gioco non presenta alcuna modalità infinita.